# Masnières
Masnières – miejscowość i gmina we Francji, w regionie Hauts-de-France, w departamencie Nord.
Według danych na rok 1990 gminę zamieszkiwało 2708 osób, a gęstość zaludnienia wynosiła 247 osób/km² (wśród 1549 gmin regionu Nord-Pas-de-Calais Masnières plasuje się na 302. miejscu pod względem liczby ludności, natomiast pod względem powierzchni na miejscu 271.).